# 釧路工業高等專門學校
釧路工業高等專門學校（National Institute of Technology, Kushiro College），簡稱釧路高專，是一所位於日本北海道的高等專門學校。

## 沿革
- 1965年 創校，為國立高專4期校。設有機械工學、電氣工學、建築學三學科。
- 1970年 設立電子工學科。
- 1986年 設立情報工學科。
- 2004年 法人化。設立專攻科。
- 2016年 原有的五學科進行改組，成立創造工學科。

## 教育組織

### 本科（副學士課程）
平成28年度以後入學：
- 創造工學科
  - 智慧機械課程
  - 電子學課程
  - 建築設計課程

平成27年度以前入學：
- 機械工學科
- 電氣工學科
- 電子工學科
- 情報工學科
- 建築學科

### 專攻科（學士課程）
- 建設生產系統工學專攻
- 電子情報系統工學專攻

## 交通資訊

### 鐵路
搭乘JR北海道根室本線，於大樂毛車站下車，徒步約15分鐘。

### 公車
在釧路站前公車總站搭乘釧路巴士或阿寒巴士，於「高專」或「高專前」站牌下車。

## 外部連結
- 釧路工業高等專門學校 （页面存档备份，存于）

43°0′58.3″N 144°15′41″E / 43.016194°N 144.26139°E